# Mariano Téllez-Girón
Mariano Téllez-Girón i Beaufort-Spontin (Madrid, 19 de juliol de 1814 - Beauraing, 2 de juny de 1882). XII duc d'Osuna, XV duc de l'Infantado fou un noble castellà, diplomàtic, militar i polític del segle xix entorn del qual s'ha construït una de les principals llegendes de la noblesa castellana.

## Orígens
Mariano Francisco de Borja José Justo Téllez-Girón i Beaufort-Spontin nasqué a Madrid essent el segon fill del matrimoni conformat per Francisco de Borja Téllez-Girón y Pimentel, X duc d'Osuna, i la comtessa Francisca Felipa de Beaufort-Spontin, membre d'una família de l'alta aristocràcia belga.
Essent ser segon fill i no estar cridat a succeir el seu pare en els principals títols de la Casa d'Osuna inicià la carrera militar i se li concedí el títol de marquès de Terranova. El 27 de febrer de 1833, mesos abans de la mort del rei Ferran VII d'Espanya, ingressà com a l'Exèrcit en classe de cadet supernumerari en el primer esquadró del Reial Cos de la Guàrdia de la Reial persona. Immediatament feu donació del seu sou com a militar a la Infermeria Reial.
L'any 1835, en el marc de la Primera Guerra Carlina, fou destinat al front del nord on serví com ajudant de camp del general en cap Luis Fernández de Córdova, III marquès de Medigorría. Hi ha constància que durant aquest conflicte va entrar en batalla en nombroses ocasions: a les accions de Miñano Mayor, de Murguía, a la vall de Losa, a Adana, a Galarreta, a Aranzazu, a Salinas de Guipuzcoa, a Arlaban, a Villareal de Álava, a Zubiri, a Peñacerrada i en molts d'altres. Aquests fets li varen diferents reconeixement entre els quals destaca la mercè de l'hàbit de Calatrava que li concedí la reina governadora. Posteriorment, el 1837, sota les ordres del general Baldomero Espartero emprengué diferents accions al País Basc i, posteriorment, fou encarregat de perseguir l'exèrcit expedicionari del pretendent carlí a l'Aragó i província de Conca i participà en la defensa, el mateix any, de Madrid amenaçada pels exèrcits carlins.
La seva participació en la guerra perjudicà de forma considerable la seva salud i es veié obligat a demanar llicència a l'exèrcit, iniciant d'aquesta manera la carrera diplomàtica. Així, el 1838 fou nomenat cavaller agregat, en la classe militar, a l'ambaixada extraordinària espanyola que va assistir a la coronació de la reina Victòria I del Regne Unit. Posteriorment, també fou nomenat ambaixador extraordinari a París pel casament de Napoleó III de França amb l'aristòcrata castellana Eugenia de Montijo, comtessa de Montijo. I entre 1856 i 1868 fou ambaixador espanyol a la cort de Sant Petersburg aconseguint normalitzar les relacions diplomàtiques amb Rússia que havien quedat trencades arran del conflicte dinàstic que suposà el carlisme. L'última gran missió fou la representació espanyola al casament del kàiser Guillem II d'Alemanya amb la princesa Augusta Victòria de Schleswig-Holstein-Sondenburg-Augustenburg.

## Ascens i descens d'Osuna el Grande
El 1844 morí el seu germà, Pedro de Alcántara Téllez-Girón y Beaufort-Spontin, XI duc d'Osuna, i es convertí en únic hereu del vast patrimoni de la Casa d'Osuna. Un patrimoni que s'havia conformat a través de segles d'incorporacions de diferents cases de la noblesa castellana i que es considerava el primer patrimoni peninsular en béns materials i en col·leccions artístiques de primer nivell. Conegut com a Osuna el Grande de les seves propietats es deia que podria travessar la Península sense sortir de les seves finques.
La desamortització que els diferents governs isabelins portaren a terme a mitjans del segle xix provocaren l'abolició dels mayorazgos provocà que fos el primer duc amb la plena propietat de les seves possessions. Fins aquell moment, els ducs eren titulars dels mayorazgos que contemplaven terres, palaus i altres propietats i, per tant, els seus deutes no eren executables en contra de les seves finques. Amb l'abolició de la figura jurídica procedent de l'antic dret castellà, el duc podia disposar del ple domini de la propietat. Aquest fet, conjuntament amb el seu costós estil de vida, feren que comencés a vendre propietats i a endeutar-se enormement.
Es casà el 1866 amb la princesa Maria Elionor de Salm-Salm amb qui no va tenir descendència. A la seva mort, l'any 1882, el Duc havia pràcticament perdut la totalitat del gran patrimoni heretat. I, la manca de descendència directa ocasionà un gran plet pel repartiment de les restes del patrimoni i de la llarga llista de títols de noblesa que posseïa. El fet que el principal hereu fos el duc d'Alba, provocà la intervenció de la Corona recelosa de la concentració de títols que suposaria aquest fet i repartí en diferents branques familiars els títols del duc d'Osuna. Els deutes que deixà foren pagats amb la venda de la Biblioteca dels ducs de l'Infantado a l'Estat, aquesta s'integrà a la Biblioteca Nacional d'Espanya.

## Títols
- XII Duc d'Osuna i Gran d'Espanya (1844-1882).
- XVI Duc de Gandia i Gran d'Espanya (1844-1882).
- XV Duc de Béjar i Gran d'Espanya (1844-1882).
- XIV Duc d'Arcos i Gran d'Espanya (1844-1882).
- XV Duc de l'Infantado i Gran d'Espanya (1844-1882).
- XIV Duc de Medina de Rioseco i Gran d'Espanya (1844-1882).
- XVII i XIV Comte-duc de Benavent i Gran d'Espanya (1844-1882).
- XI Duc de Pastrana i Gran d'Espanya (1844-1882).
- XI Duc d'Estremera i Gran d'Espanya (1844-1882).
- XII Duc de Francavilla i Gran d'Espanya (1844-1882).
- XV Duc de Plasencia i Gran d'Espanya (1844-1882).
- XII Duc de Lerma i Gran d'Espanya (1844-1882).
- XII Duc de Mandas i Villanueva i Gran d'Espanya (1844-1882).
- Príncep d'Eboli i Squilace
- Príncep de Melito
- Marquès de Santillana
- Marquès de Távara
- Marquès del Cenete
- Marquès de Peñafiel
- Marquès de Gibraleón
- Marquès de Terranova
- Marquès de Zahara
- Marquès d'Argüeso
- Marquès d'Almenara
- Marquès d'Algecilla
- Marquès de Lombay
- Marquès de Quirra
- Marquès de Marchini
- Marquès de Campoo
- Marquès de Diano
- Marquès de Villagarcía
- Marquès de Cea
- Marquès de Monteagudo
- Marquès de Nules
- Comte de Melito
- Comte d'Ureña
- Comte del Real de Manzanares
- Comte de Saldaña
- Comte de Cid
- Comte de Jadraque
- Comte de Villada
- Comte de Bañares
- Comte de Belalcázar
- Comte d'Oliva
- Comte de Mayalde
- Comte de Bailén
- Comte de Casares
- Comte de la Chamusca
- Comte d'Aliciano
- Comte de Centelles
- Comte de Simari
- Comte de Mayorga
- Comte d'Osilo
- Comte de Coguinas
- Comte de Fontanar
- Primer comte del Regne de València.
- Vescomte de la Puebla de Alcocer.
- Senyor de Nules
- Senyor de les viles de Melegar, de Fernamental i Villasandio.

També era: Justícia major del regne de Castella, gran justicier del Regne de Nàpols, primera veu de l'Estament militar del regne de Sardenya, almirall de Castella, marí major d'Astúries i Lleó, notari major del regne de Castella, cambrer major del rei i gentilhome de cambra de Sa Majestat amb exercici i servitud, senyor de tots els mayorazgos, amb les seves ciutats, viles, llocs, juraments, heretats, castells, baronies, oficis i patronats de les Cases dels Girones i Téllez, Mendoza, Lasso de la Vega, Luna, Cisneros, Albornoz, Manzanedo, Sandoval, Enríquez, Toledo, Borja, Centelles, Vigil de Quiñones, Silva, Zúñiga, Ponce de León, Alfonso-Pimentel, Sotomayor i Maza de Lizana.
Tinent general de l'Exèrcit de terra, senador vitalici i per dret propi, cavaller de l'Orde de Calatrava i membre de l'Orde del Toisó d'Or. Membre honorari de la Reial Acadèmia de Belles Arts de San Fernando i numerari de la Reial Acadèmia de la Història. També fou membre de l'Institut d'Àfrica de París i president del Casino de Madrid.